# つくばエクスプレス (バラ)
つくばエクスプレス(Rosa Tsukuba Express)はバラの品種の一つである。名前は、秋葉原駅とつくば駅を結ぶ首都圏新都市鉄道つくばエクスプレスにちなむ。甘い香りと鮮やかな桜色が特徴である。

## 品種開発と命名の経緯
オランダの育種会社であるスクルールス(Schreurs)社が開発した。2000年、種苗展示場に展示されているこのバラを、茨城県旧・八郷町（現・石岡市）の神生バラ園の代表である神生賢一が見つけ、2001年に試験栽培を開始。2003年より日本国内で販売が開始された。
「つくばエクスプレス」の名も神生賢一による命名である。地元の茨城県を象徴する名前にしたいという思いから、また、つぼみができてから開花するまでが早いという特徴から、同様に速さをセールスポイントにしているつくばエクスプレス線になぞらえたという。2001年末に、つくばエクスプレス線を運営する首都圏新都市鉄道から、名称とロゴの使用許可を得た。

## 特徴
一般のバラに比べて香りが強い。花びらは、内側が白色、外側が桜色で、大きさは15cmにもなる大輪。トゲが少ない。

## つくばエクスプレスが見られる場所
- 神生バラ園
  - 所在地
    - 〒315-0156
    - 茨城県石岡市吉生3113

  - 交通アクセス
    - 東日本旅客鉄道（JR東日本）常磐線石岡駅1番バス乗り場より関東鉄道フラワーパーク経由柿岡車庫行きバスに乗車、瓜谷十字路下車
- 茨城県フラワーパーク
- 首都圏新都市鉄道つくばエクスプレスつくば駅